# حارة بير القضايا (صنعاء)
حارة بير القضاياوهو الاسم القديم لها اما الاسم الجديد فهي حارة الليل هي إحدى حارات حي السبعين بمديرية السبعين إحد مديريات العاصمة اليمنية صنعاء، بلغ تعداد سكانها 4877 نسمة حسب تعداد اليمن لعام 2004.